# Kalāteh-ye Raḩmān
Kalāteh-ye Raḩmān (persiska: کلاته رحمان) är en ort i Iran.   Den ligger i provinsen Khorasan, i den nordöstra delen av landet, 800 km öster om huvudstaden Teheran. Kalāteh-ye Raḩmān ligger 1 611 meter över havet och antalet invånare är 103.
Terrängen runt Kalāteh-ye Raḩmān är kuperad söderut, men norrut är den platt.Runt Kalāteh-ye Raḩmān är det ganska glesbefolkat, med 25 invånare per kvadratkilometer. Närmaste större samhälle är Qalandarābād, 8,2 km nordost om Kalāteh-ye Raḩmān. Trakten runt Kalāteh-ye Raḩmān består i huvudsak av gräsmarker.